# Frederick Cornwallis
Frederick Cornwallis (5 mars 1713 – 19 mars 1783) est un ecclésiastique britannique, évêque de Lichfield et Coventry, puis quatre-vingt-septième archevêque de Cantorbéry. 
Il est le fils de Charles Cornwallis (4e baron Cornwallis) le frère jumeau d'Edward Cornwallis et l'oncle du général Charles Cornwallis. Frederick et son frère ont été pages royaux à 12 ans, puis entrèrent au collège d'Eton à 14 ans.